# Gustav Jägermayer

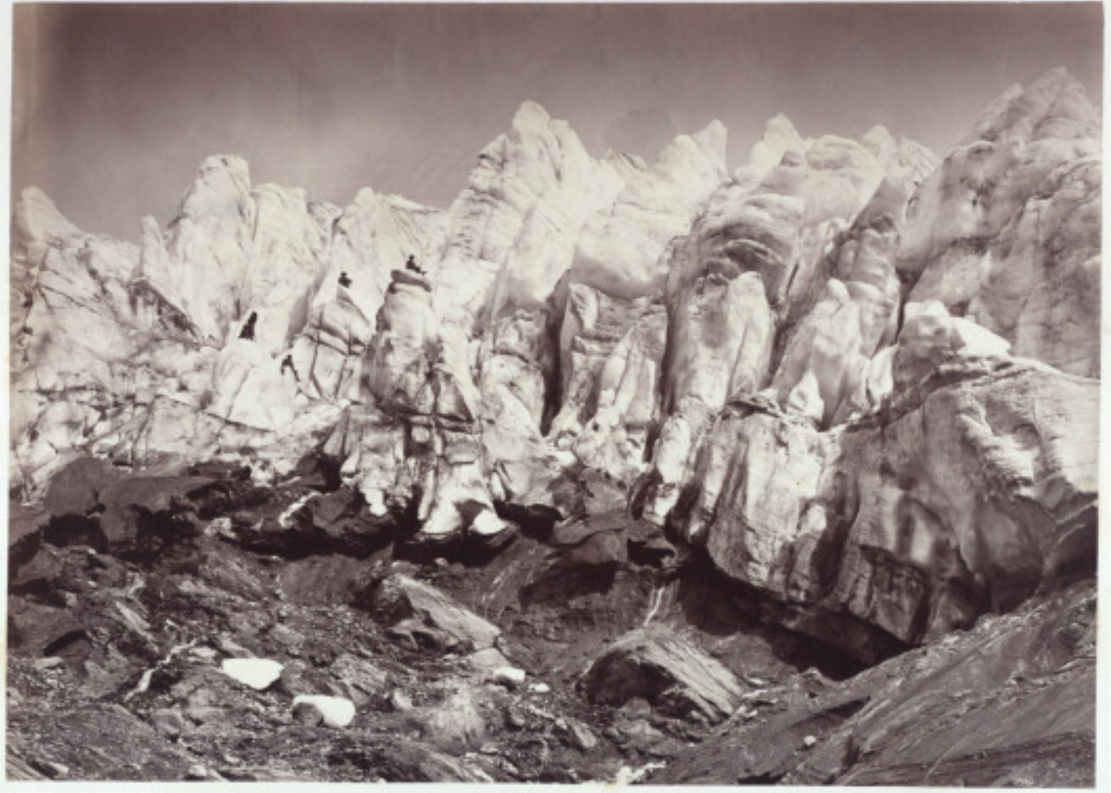
Landschaftsfotografie 1863

Gustav Jägermayer (auch Gustav Jaegermayer) (* 14. November 1834 in Wien; † 5. August 1901 in Salzburg) war ein österreichischer Fotograf. Historische Bekanntheit erlangte er durch seine zahlreichen österreichischen Hochgebirgs- und  Landschaftsfotografien sowie Porträtaufnahmen von Lokomotiven und Eisenbahnwagen.
Jägermayer betrieb in den 1850er Jahren ein Fotoatelier sowie eine fotografische Kunsthandlung im 4. Wiener Gemeindebezirk Wieden. 1862 bis 1864 veröffentlichte er Mappen mit eigenen Reproduktionen von Fresken, Gemälden, Aquarellen und Zeichnungen unter der Firmenbezeichnung „Jaegermayer & Co., Kunst- und Industrie-Comptoir“. 1862 wurde er Mitglied der Photographischen Gesellschaft.  
1863 nahm er an der Großglockner-Expedition teil und fertigte von der Berglandschaft 84 Platten im Format 37 × 45 cm. 1873 fotografierte Jägermayer im Auftrag von Oscar Kramer von der „Wiener Photographen-Association“ auf der Wiener Weltausstellung. 1864 war er als Aussteller auf der „Ersten Photographischen Ausstellung in Wien“ vertreten.
1882 bis 1895 arbeitete er für den Salzburger Fotoverlag Baldi & Würthle, dann für die Nachfolger Würthle & Spinnhirn.